# Yves Marie Desmarets de Maillebois
Pour les articles homonymes, voir Desmarets et Maillebois (homonymie).
Yves Marie Desmarets de Maillebois, comte puis marquis de Maillebois, est un officier français, général, né le 13 août 1715 à Paris et mort le 14 décembre 1791 à Maastricht. Il a donné son nom à la Légion de Maillebois. 

## Biographie

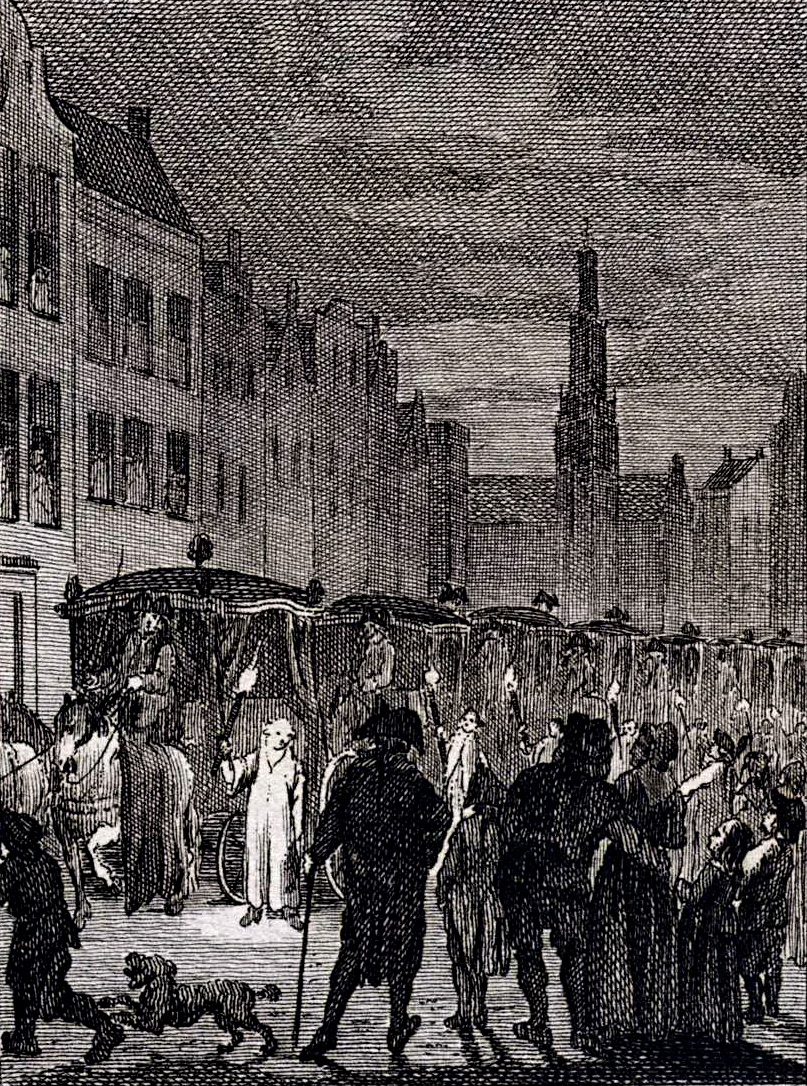
Funéraire du marquis de Maillebois à Maastricht le 17 décembre 1791

Fils du maréchal de Maillebois, il se distingua sous les ordres de son père et fut fait lieutenant général des armées du roi en 1748. Il fut gouverneur de Douai, inspecteur général de l'infanterie, maître de la garde robe du roi et lieutenant général en Languedoc.
Il se distingua à la prise de Port-Mahon en 1756 sous les ordres du maréchal de Richelieu. Il est connu par ses démêlés avec le maréchal d'Estrées à propos de la bataille de Hastenbeck, et par un projet de contre-Révolution. Il s'enfuit après avoir été dénoncé au comité des recherches de l'Assemblée nationale.
Il fut fait chevalier de l'ordre du Saint-Esprit en 1757 et devint membre honoraire de l'Académie royale des sciences en 1749.
Il épousa le 11 mai 1745 Marie-Madeleine Catherine de Voyer de Paulmy d'Argenson (né le 25 mai 1724), fille du marquis d'Argenson, ministre et secrétaire d'État au département des Affaires étrangères. Ils eurent un fils unique, Jean-Baptiste Yves Marie Desmarets de Maillebois, né le 22 juin 1748 à Paris. La comédienne Marie-Jeanne Riccoboni l'avait peut-être aimé, s'il est bien le destinataire des lettres de son roman paru en 1757 Lettres de Mistriss Fanni Butlerd.
En 1766, il cède le domaine de la baronnie de Châteauneuf-en-Thymerais acquise par son grand-père à Louis Jean-Marie de Bourbon, duc de Penthièvre. La même année, il vend également le. marquisat d'Allègre, qu'il avait hérité de sa mère Marie-Emmanuelle de Tourzel d'Allègre, fille du maréchal Yves V.
En 1785, il fonde la Légion de Maillebois, destinée à soutenir la Hollande contre l'Autriche ; mais à la suite de la paix, elle est licenciée l'année suivante. 